# Lifan X60
Der Lifan X60 ist ein Sport Utility Vehicle des chinesischen Automobilherstellers Lifan. Das Fahrzeug wurde auf der Beijing Auto Show 2010 der Öffentlichkeit vorgestellt und kam im April 2011 in China auf den Markt. 2015 und 2016 wurde das Fahrzeug überarbeitet.
Das SUV wird von einem 1,8-Liter-Vierzylindermotor angetrieben, der 94 kW (128 PS) leistet. Der Motor kommt auch im Lifan 630, im Lifan 720 und im Lifan 820 zum Einsatz. Allradantrieb ist nicht verfügbar.

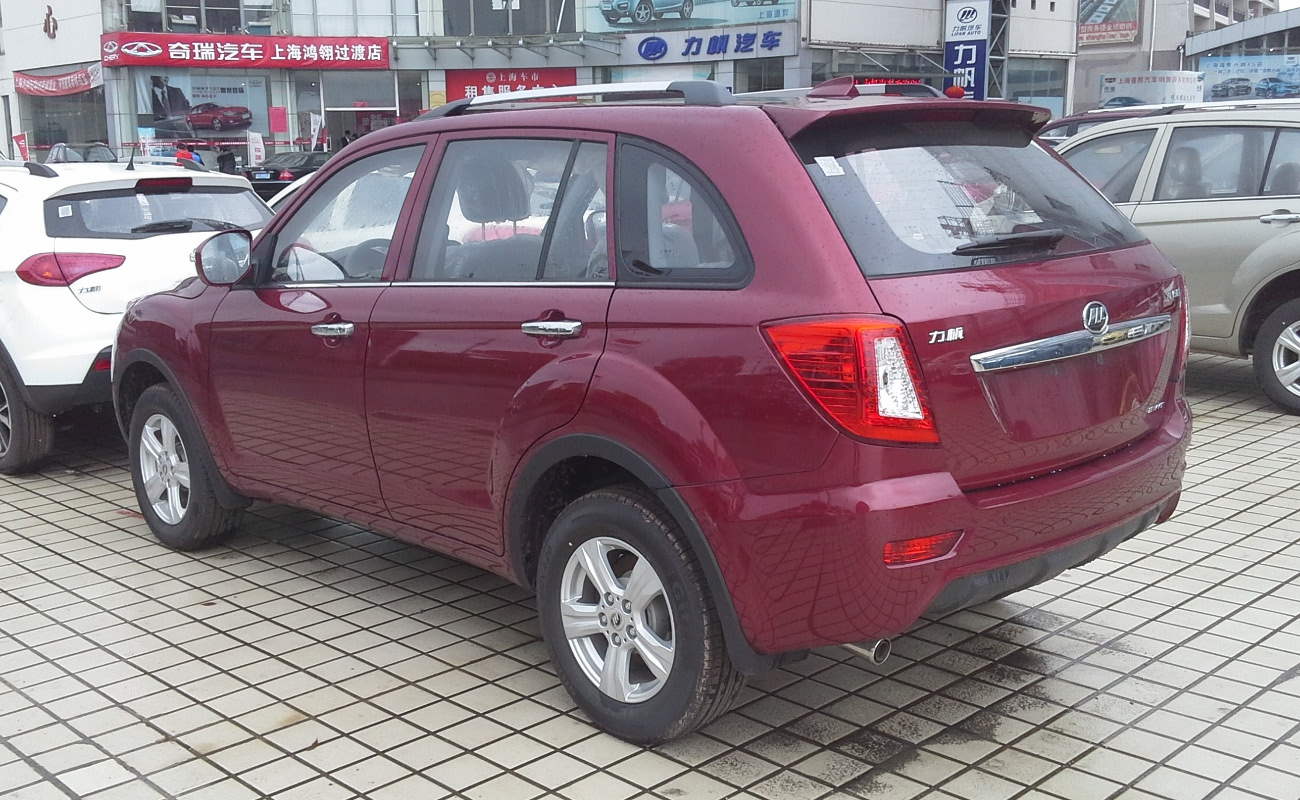
Heckansicht
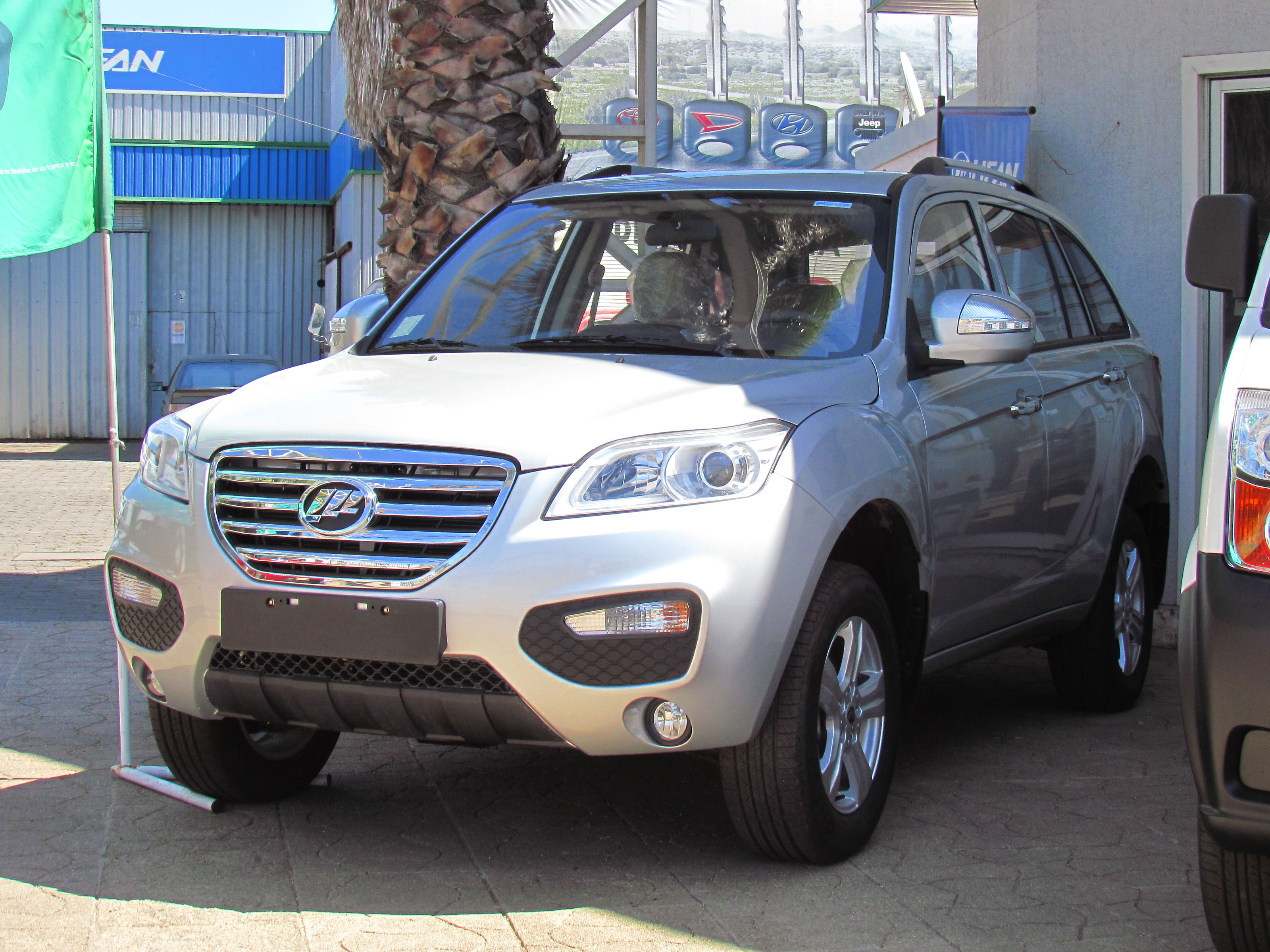
Lifan X60 (2011–2015)
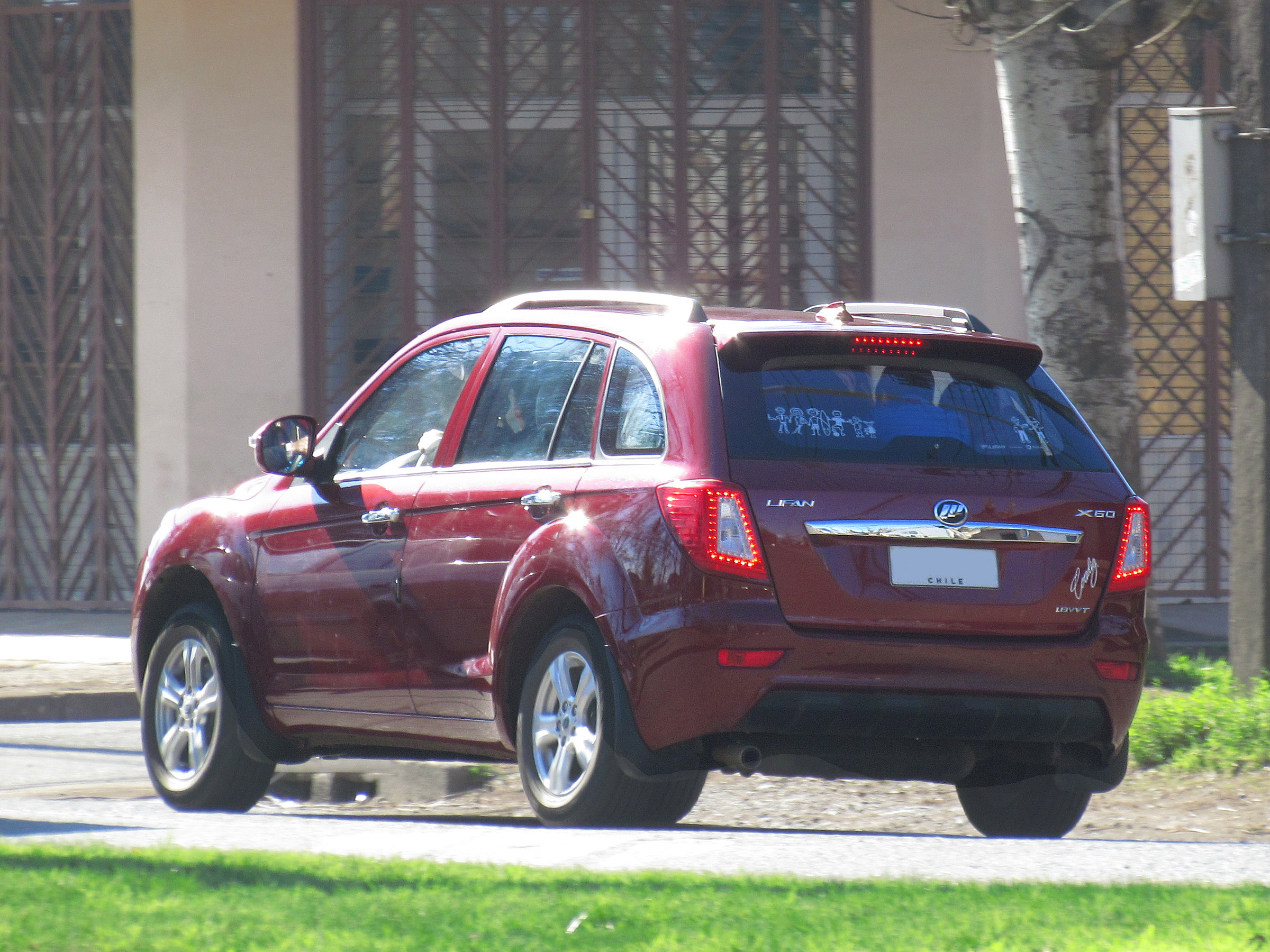
Heckansicht (2011–2015)

## Technische Daten
|                                             | X60 1.8               |
| Bauzeitraum                                 | 04/2011–08/2018       |
| Motorkenndaten                              |                       |
| Motortyp                                    | R4-Ottomotor          |
| Hubraum                                     | 1794 cm³              |
| max. Leistung bei min−1                     | 94 kW (128 PS) / 6000 |
| max. Drehmoment bei min−1                   | 162 Nm / 4200         |
| Kraftübertragung                            |                       |
| Antrieb                                     | Vorderradantrieb      |
| Getriebe, serienmäßig                       | 5-Gang-Schaltgetriebe |
| Getriebe, optional                          | Stufenloses Getriebe  |
| Messwerte                                   |                       |
| Höchstgeschwindigkeit                       | 170 km/h              |
| Beschleunigung, 0–100 km/h                  | 14,5 s                |
| Kraftstoffverbrauch auf 100 km (kombiniert) | 8,2 l Super           |
| Tankinhalt                                  | 55 l                  |